# Internationale Filmfestspiele von Cannes 1978
Die 31. Internationalen Filmfestspiele von Cannes 1978 fanden vom 16. Mai bis zum 30. Mai 1978 statt.

## Wettbewerb
Im Wettbewerb des Festivals wurden folgende Filme gezeigt:
| Filmtitel                         | Regisseur                | Produktionsland          | Darsteller (Auswahl)                                         |
| Affentraum                        | Marco Ferreri            | Italien, Frankreich      | Gérard Depardieu, Marcello Mastroianni, Geraldine Fitzgerald |
| Die Ballade von Jimmie Blacksmith | Fred Schepisi            | Australien               |                                                              |
| Bravo maestro                     | Rajko Grlić              | Jugoslawien              |                                                              |
| Coming Home                       | Hal Ashby                | USA                      | Jane Fonda, Jon Voight, Bruce Dern                           |
| Despair – Eine Reise ins Licht    | Rainer Werner Fassbinder | Deutschland, Frankreich  | Dirk Bogarde, Andréa Ferréol, Klaus Löwitsch                 |
| Drama auf der Jagd                | Emil Loteanu             | Sowjetunion              |                                                              |
| Dreckige Hunde                    | Karel Reisz              | USA                      | Nick Nolte, Tuesday Weld, Michael Moriarty                   |
| Eine entheiratete Frau            | Paul Mazursky            | USA                      | Jill Clayburgh, Alan Bates, Michael Murphy                   |
| Eine sehr moralische Nacht        | Károly Makk              | Ungarn                   |                                                              |
| Es lebe der Präsident             | Miguel Littín            | Frankreich, Mexiko, Kuba | Nelson Villagra, Katy Jurado                                 |
| Der Holzschuhbaum*                | Ermanno Olmi             | Italien, Frankreich      |                                                              |
| Im Reich der Leidenschaft         | Nagisa Ōshima            | Japan, Frankreich        |                                                              |
| Die linkshändige Frau             | Peter Handke             | Deutschland              | Edith Clever, Bruno Ganz, Michael Lonsdale                   |
| Midnight Express                  | Alan Parker              | Großbritannien, USA      | Brad Davis, Irene Miracle                                    |
| Mit verbundenen Augen             | Carlos Saura             | Spanien, Frankreich      | Geraldine Chaplin                                            |
| Molière                           | Ariane Mnouchkine        | Frankreich, Italien      | Philippe Caubère                                             |
| Die Nichtstuer                    | Nanni Moretti            | Italien                  | Nanni Moretti                                                |
| Pretty Baby                       | Louis Malle              | USA                      | Brooke Shields, Keith Carradine, Susan Sarandon              |
| Los restos del naufragio          | Ricardo Franco           | Spanien, Mexiko          | Fernando Fernán Gómez, Ángela Molina                         |
| Die Spirale                       | Krzysztof Zanussi        | Polen                    | Jan Nowicki, Maja Komorowska                                 |
| Der Todesschrei                   | Jerzy Skolimowski        | Großbritannien           | Alan Bates, Susannah York, John Hurt                         |
| Traum einer Leidenschaft          | Jules Dassin             | Griechenland, Schweiz    | Melina Mercouri, Ellen Burstyn                               |
| Violette Nozière                  | Claude Chabrol           | Frankreich, Kanada       | Isabelle Huppert, Stéphane Audran                            |

* = Goldene Palme

## Internationale Jury
Der diesjährige Jurypräsident war der Regisseur Alan J. Pakula. Er stand folgender Jury vor: Franco Brusati, François Chalais, Michel Ciment, Claude Goretta, Andrei Kontschalowski, Harry Saltzman, Liv Ullmann und Georges Wakhévitch.

## Preisträger
- Goldene Palme: Der Holzschuhbaum

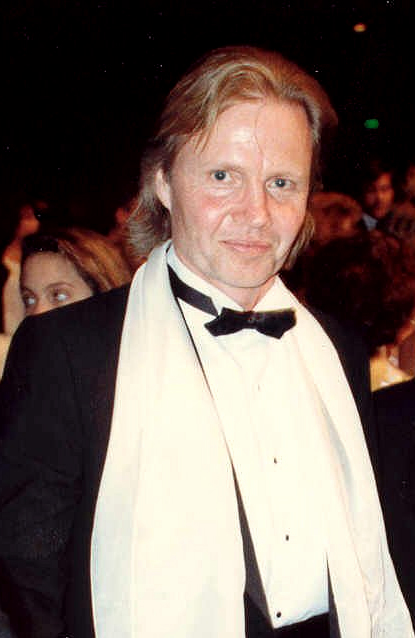
Jon Voight

- Großer Preis der Jury: Affentraum und Der Todesschrei
- Bester Schauspieler: John Voight in Coming Home
- Beste Schauspielerin: Jill Clayburgh in Eine entheiratete Frau und Isabelle Huppert in Violette Nozière
- Bester Regisseur: Nagisa Ōshima
- Technikpreis: Pretty Baby

## Weitere Preise
- FIPRESCI-Preis: Der Mann aus Marmor von Andrzej Wajda
- Preis der Ökumenischen Jury: Der Holzschuhbaum und Die Spirale